# 建築積算士
建築積算士（Qualified Building Cost Engineer）とは、公益社団法人日本建築積算協会が実施する試験によって認定される資格である 。

## 沿革
建築積算士制度は以下のような変遷をたどっている。
- 1979年から1989年まで：「建築積算士」の称号で社団法人日本建築積算協会の民間資格として発足
- 1990年から2001年まで：「建築積算資格者」の称号で公的資格（1990年1月24日付の建設省告示第74号により、「建築積算に関する知識及び技術の審査・証明事業認定規定」を定め、検定事業の実施団体を大臣認定する形式での資格制度が創設され、同年7月30日付で創設）
- 2001年から2009年まで：｢建築積算資格者｣の称号を引き継ぎ、社団法人日本建築積算協会独自の資格制度として継続（2001年行政改革の一環として大臣認定の根拠である告示が2001年3月31日付国土交通省告示第273号で廃止）
- 2009年4月1日から：「建築積算士」と称号が変更

また、他団体との間では、2012年4月1日から公益社団法人日本建築士会連合会との間で「CPD制度に関する覚書｣を交わし、継続的な能力開発での協同を実施している。

## 認定
日本建築積算協会による資格認定の実施要項は以下の通りである。
。
1. 試験内容：日本建築積算協会が発行する『建築積算ガイドブック』に基づいて試験が実施される。
2. 認定方法：一次試験（学科試験）と二次試験（二次試験）の合格かつ登録によって認定される。ただし、一次試験は以下の者は免除される。
  1. 建築積算協会が認定する建築コスト管理士、建築積算士補
  2. 建築士法による一級建築士、二級建築士及び木造建築士
  3. 建設業法による１級及び２級建築施工管理技士
  4. 建築積算協会が実施する積算学校卒業生
  5. 平成25年度以降の一次試験合格者
3. 試験内容
  - 一次試験
    - 試験時間：3時間
    - 出題範囲 ：『建築積算士ガイドブック』全章
      - 建築生産プロセス
      - 工事発注スキーム
      - 設計図書構成
      - 工事費構成
      - 積算業務内容
      - 数量積算基準
      - 標準内訳書式
      - 主要な市場価格
      - データ分析と積算チェック
      - 施工技術概要
      - LCC・VE概要、環境配慮概要
      - 『建築数量積算基準・同解説』
      - 『建築工事内訳書標準書式』

    - 問題数 ： 50問
    - 問題形式：4肢択一
    - 合格基準：概ね6割の正答

  - 二次試験
    1. 短文記述試験
      - 試験時間：1時間
      - 出題範囲：『建築積算士ガイドブック』のうち第1章～第4章、第9章～第15章を対象とする。
      - 問題数：2問
      - 問題形式：問題に対する解答を短文（200字以内）で記述。

    2. 実技試験
      - 試験時間：4時間30分
      - 出題範囲：『建築積算士ガイドブック』のうち第5章～第8章、『建築数量積算基準・同解説』、『建築工事内訳書標準書式 』
      - 問題数：躯体（コンクリート、型枠、鉄筋）、鉄骨、仕上、内訳明細作成・工事費算出（以上4分野）
      - 問題形式：図面に基づき、数量を計測・計算する。内訳明細を作成する。
      - 合格基準：概ね6割の正答
4. 受験資格：受験年度の4月1日現在、満17歳以上のもの
5. 試験の実施時期：一次試験は10月頃、二次試験は1月頃

## 建築積算士補
大学短大専門学校等の中で日本建築積算協会が認定する建築積算士補認定校において、一定の建築積算の授業を受講し認定試験に合格した者のうち、建築積算士補登録をした者に与えられる称号である。英名はQualified Assistant Building Cost Engineer。
建築積算士補が建築積算士を受験する際には、建築積算士一次試験が免除されるとともに二次試験の受験料が半額となる。

## 行政庁等による資格の評価
1. 国土交通省「一般競争（指名競争）参加資格審査申請書（測量・建設コンサルタント等）」において、有資格者数を評価対象としている[8]。
2. 都市再生機構「一般競争入札の実施に係る掲示」において競争参加資格確認申請書等の提出時の競争参加資格として、建築積算士を当該業務に配置できることが記述されている[9]。
3. 地方公共団体毎での「建設工事入札参加資格審査及び等級格付基準」の発注者別評価点での優遇
  1. 沖縄県独自評点の技術者数の項目において、一級技術者（一級建築士および一級施工管理技士）と同等の+3点の評価がされている[10]。
  2. 沖縄市独自評点の技術者数の項目において、一級技術者（一級建築士および一級施工管理技士）より多い+5点の評価がされている[11]。
4. 地方公共団体が定める「建築設計業務委託特記仕様書」において、積算担当者の資格要件として指定
  1. 沖縄県では積算担当者の資格要件として、「社団法人日本建築積算協会が付与する建築コスト管理士又は建築積算士」とされている[12]。
  2. 名護市では積算担当者の資格要件として、「社団法人日本建築積算協会が付与する建築コスト管理士又は建築積算士」とされている[13]。
5. 一般社団公共建築協会が運営している、公共建築の設計者選定を支援することを目的として国土交通省および営繕積算システム等開発利用協議会（都道府県・政令指定都市で構成）等により開発され設計事務所が提供するデータを発注機関が利用する有料データベースシステムである公共建築設計者情報システム（PUBDIS）に、技術者の取得資格として登録することができる[14]。
6. 一般社団法人日本損害保険協会の損害保険登録鑑定人制度において、鑑定人試験に合格して鑑定人登録したものが、建築積算士資格を保有していた場合、一級建築士や公認会計士と同様に専門鑑定人Aとして登録することが可能である。（二級建築士や公認会計士補は専門鑑定人Bである）[15]。